# عبد الجبار الشرقاوي
عبد الجبار الشرقاوي (1 كانون الأول/ديسمبر 1953-22 أيار/مايو 2016) هو ممثل عراقي راحل. ولد في الأول من شهر ديسمبر عام  1953، تخرج من معهد الفنون الجميلة وعمل في الفرقة القومية للتمثيل وأيضاً في دائرة السينما والمسرح حتى وفاته بتاريخ 22 مايو 2016 نتيجة ذبحة صدرية.

## المسيرة
بدأ التمثيل من خلال خالد العزي الذي منحه فرصة أحد الأدوار الثانوية عام 1969 في عمل مسرحي من بطولة ليث عبد اللطيف وجنان خالد ضمن فرقة الفنون المسرحية، ثم انضم إلى فرقة المسرح الجماهيري التابع لوزارة الثقافة والإعلام وكانت هناك عدة مسرحيات من اعداد قاسم وعل السراج، منها البهلوان للكاتب محمد الماغوط وإخراج مقداد مسلم، ومسرحية كفر قاسم للمخرج مقداد مسلم أيضا، وذلك في مسرح الخيمة الجوالة، ودخل معهد الفنون الجميلة، وهناك تدرب على عدة مسرحيات مثل” انطونيو وكليوباترا”، وكما انه عمل في التلفزيون والإذاعة وتوالت عليه الأدوار الإذاعية وهو لم يزل طالباً في المرحلة الثانية من المعهد، وبعد تخرجه من معهد الفنون الجميلة، عمل في الفرقة القومية للتمثيل، وشارك في أعمالها فضلا عن مشاركته في العديد من الأعمال الإذاعية والتلفزيونية.

## اعمالة
كانت بدايته الحقيقية في التلفزيون في التسعينيات، بمشاركته في عدة أعمال أولها مسلسل “حكايات المدن الثلاث” من تأليف عادل كاظم وإخراج محمد شكري جميل، ومسلسل “ذئاب الليل” ومسلسل صندوق الدنيا. وقد شارك بأكثر من مئة وعشرين مسلسلا، وحصل على دبلوم فنون مسرحية / مسائي عام 1985. كما أنه بعد عام 2003 وخلال وجوده في سورية شارك في عدد من الأعمال منها مسلسل مع المخرج حسن حسني اعلان حالة حب ومسلسل ذكرى وطن مع مخرج سوري، كما شارك في مسلسل عنوانه فيروز إخراج علي أبو سيف، ومسلسل شناشيل تأليف باسل الشبيب وإخراج ثامر اسحق.
كما أن وجوده في سورية منحه فرصة المشاركة في دبلجة مسلسلين من التركية إلى العراقية لصالح قناة السومرية وهما (روابط عائلية) الذي يعد أول مسلسل مدبلج للهجة العراقية، والثاني كارمن. وهو يعد مؤسس أول اتحاد في العراق بعد الغزو عام 2003، وهو اتحاد المسرحيين العراقيين، كما أنه مؤسس اذاعة السومرية.
وكان الشرقاوي قد اصيب بمرض السرطان في الحنجرة ما ادى إلى فقدان صوته تماما، ليغيب عن الوسط الفني لنحو سنتين في رحلة علاج طويلة وفي عدد من المحافظات العراقية ودول الجوار، ثم عاد عام 2012  لمواصلة مسيرته الفنية بعد تماثله للشفا.  وكان آخر أعماله المسرحية مسرحية ” لم تر قط عيني ” للمخرج عماد محمد عام 2015، أما آخر أعماله التليفزيونية كان  مسلسل بعنوان “دنيا الورد” للمخرج جلال كامل، وجسد فيه شخصية”السمّاك، أما آخر أفلامه السينمائية الطويلة فهو فيلم المسرات والأوجاع لمحمد شكري جميل ونجم البقال لعامر علوان وأما الأفلام القصيرة فهو الفرصة للمخرج سعد العصامي ومهرجان البلور لعمار العرادي إنتاج 2015.

## وصلات خارجية
عبد الجبار الشرقاوي على موقع IMDB
عبد الجبار الشرقاوي على موقع TMDB